# Gabriella Eld
Péró Gabriella, álneve Gabriella Eld (1997. november 23. –) Merítés-díjas magyar író, az Ikercsavar krónikák és a Legendák a Bagolyvárosból sorozatok szerzője, leginkább fantasy, disztópia, urban fantasy témakörökben alkot.

## Könyvei
- Emlékek Jordan számára – Ikercsavar Krónikák I. Colorcom Media, 2016
- Remények Jordan számára – Ikercsavar Krónikák II. Colorcom Media, 2017
- Érzések Jordan számára – Ikercsavar Krónikák III. Colorcom Media, 2018
- Talpig feketében – Legendák a Bagolyvárosból I. Főnix Nova, 2018
- Játékok unatkozó felnőtteknek – Legendák a Bagolyvárosból II. Főnix Nova, 2019
- Pogány Himnusz – Legendák a Bagolyvárosból 0. Patreon, 2020
- Húsevők ketrece – Legendák a Bagolyvárosból III. Főnix Nova, 2020
- A lányok titkos élete - Legendák a Bagolyvárosból,  Főnix Nova, 2021
- Holt szemek és színarany; Fumax, Budapest, 2023